# Boy Better Know
Boy Better Know (BBK) ist ein britisches Grime-Kollektiv und Plattenlabel. Gegründet wurde es 2005 in Nord-London von den beiden Brüdern Joseph und Jamie Adenuga, besser bekannt unter ihren Künstlernamen Skepta und Jme.

## Geschichte
Anfang der 2000er erschienen die Mitglieder der Meridian Crew – unter ihnen Skepta, Jme, President T und Big H – regelmäßig auf britischen Piratsendern wie Heat FM oder später Déjá VU FM. Im Jahr 2005 löste sich die Crew auf, nachdem mehrere Mitglieder wegen Mordes angeklagt wurden. Nach dem Wechsel zur Crew Roll Deep gründeten JME und Skepta Boy Better Know. Andere Mitglieder der ehemaligen Meridian Crew gründeten ein Kollektiv namens Bloodline Family.
Gemeinsam mit dem ehemaligen Roll-Deep-Mitglied DJ Maximum hatten die beiden Brüder eine reguläre Sendung beim Piratensender Rinse FM. Skeptas erstes Album Greatest Hits erschien 2007, das Debütalbum Famous.? von JME erschien im Jahr 2008. Pro Jahr veröffentlichte das Label ein bis zwei weitere Alben sowie zahlreiche EPs. Zu den bekanntesten Releases zählen neben den beiden Debütalben von Skepta und JME auch Microphone Champion von Skepta aus dem Jahr 2009 und JMEs Integrity> aus dem Jahr 2015. Weitere Alben aus dem BBK-Katalog stammen von den Künstlern Frisco, Jammer, Shorty und Wiley.
Im Jahr 2014 veröffentlichte Skepta das Video zur Single That's Not Me mit einem Budget von 80 britischen Pfund. Das Video wurde mit dem Mobo Award prämiert. Sein Album Konnichiwa stieg im Mai 2016 auf Platz 2 der britischen Albumcharts ein und erhielt den Mercury Prize. Der kanadische Rapper Drake gab kurz nach der Veröffentlichung von Skeptas Konnichiwa bekannt, dass er einen Plattendeal mit BBK unterschrieben hätte und das Planungen für ein internationales BBK-Netzwerk bestünden. Das Jahr 2016 wurde nach diesen Ereignissen und den Veröffentlichungen weiterer Grime-Rapper wie Stormzy oder Wiley von vielen Musikmedien als „Jahr des Grime“ beschrieben.
Im Jahr 2017 traf sich JME für ein Videointerview mit dem britischen Premierministerkandidaten Jeremy Corbyn im Rahmen der Britischen Unterhauswahl 2017.
Unter der Kampagne #grimeforcorbyn sprachen weitere Rapper ihre Unterstützung für den Labour-Kandidaten aus. Daraufhin wurde Corbyn von einem britischen Wikipedia-Nutzer als Mitglied der Crew aufgeführt. Skepta thematisierte nach der Wahl in einem Guardian-Interview seine Skepsis gegenüber Corbyn: „Weißt du warum Grime existiert? Wegen des Schmerzes, dem sie uns ausgesetzt haben', sagt er über Politiker im Allgemeinen. Das macht mich krank. Jeder sagte, 'wähle meinen Mann'. Ich beachte sie nicht, ich lache sie aus.“
Beim Glastonbury Festival 2017 war die BBK Crew Headliner der Other Stage. Beim von dem Kollektiv kuratierten Event Boy Better Know Takeover werden am 27. August 2017 Künstler wie A$AP Rocky oder J Hus in der O2 Arena in London auftreten.
Während seiner Anfänge war BBK vor allem für die T-Shirts bekannt, die JME selbst entworfen hat. Die Produktion des Merchandising gab der Crew die Möglichkeit, Musik und Videos in Eigenregie zu produzieren. Mit dem Telekommunikationsunternehmen Hutchinson 3G entstand im November 2011 das gleichnamige Mobilfunknetz Boy Better Know, das bis Mitte 2013 existierte.
Im Dezember 2020 wurde ihre Single Too Many Man in Großbritannien mit einer Silbernen Schallplatte ausgezeichnet.

## Aktuelle Mitglieder
- JME
- Skepta
- Wiley (seit 2005)
- Jammer (seit 2005)
- Frisco (seit 2005)
- Shorty (seit 2006)
- Solo 45 (seit 2006)
- Drake (seit 2016)

## Produzenten und DJs
- DJ Maximum (seit 2006)
- Preditah (seit 2013)
- DJ Name (seit 2010)
- DJ Flex (seit 2017)

## Diskografie
- Wiley – Da 2nd Phaze (2006)
- Skepta – Greatest Hits (2007)
- JME – Famous? (2008)
- Skepta – Microphone Champion (2009)
- Jme – Blam! (2010)
- Frisco – Fully Grown (2010)
- JME – History: (2011)
- Frisco – Back 2 Da Lab Compilation (2011)
- Skepta – Blacklisted (2012)
- Jammer – Living the Dream (2013)
- Frisco – British Nights (2014)
- JME – Integrity> (2015)
- Frisco – System Killer (2016)
- Skepta – Konnichiwa (2016)
- Wiley – Godfather (2017)[8]